# Liliacul
Liliacul (în germană Die Fledermaus) este o operetă în trei acte de Johann Strauss-fiul, al cărui libret a fost scris de Karl Haffner și Richard Genée, după nuvela „Le Reveillon” de Henri Meilhac și Ludovic Halévy. Premiera operetei a avut loc la Viena, la „Theater an der Wien”, pe data de 5 aprilie 1874.
În România, prima reprezentație a „Liliacului” a avut loc la 20 martie 1891, la Teatrul Național din București, sub conducerea artistică a lui George Stephănescu. De atunci a fost reprezentată de principalele companii de operă și operetă din România. Noua montare a „Liliacului” la Opera Română din București a avut loc la 11 martie 1968.

## Personaje
- Gabriel von Eisenstein, pensionar (tenor)
- Rosalinde, soția sa (soprană)
- Adele (soprană)
- Frank, directorul închisorii (bas)
- Prințul Orlovski (mezzosoprană) în travesti
- Alfred, profesor de muzică (tenor)
- Dr. Falke, notar (bariton)
- Dr. Blind, avocat (bas)
- Ida, sora Adelei (soprană)
- Frosch, grefier (rol parlando)
- Ivan, valetul prințului (rol parlando)

## Acțiunea
Acțiunea se petrece în ultima zi a anului 1870 și în noaptea de revelion 1870-1871, în castelul austriac Weinberg.

### Actul I
În casa familiei Eisenstein se întâlnesc câteva din personajele principale. Dr. Falke, prietenul domnului Gabriel Eisenstein, pune la cale o farsă, pentru a se răzbuna pe Gabriel, pentru o poveste mai veche, când acesta, după un bal mascat, l-a lăsat pe Falke beat într-o grădină publică, îmbrăcat în costum de liliac, spre batjocura mulțimii, motiv pentru care lui Falke i-a rămas porecla de „Dr. Liliac”. Ca urmare, face să parvină câte o invitație la balul Prințului Orlofsky, lui Gabriel, soției acestuia, Rosalinda și Adelei, nostima subretă a familiei, din partea surorii sale, balerina Ida. Dar, începând cu noaptea Anului Nou, Gabriel are de ispășit o pedeapsă de pe urma unui proces de ultragiu, pierdut de bâlbâitul avocat Blind. Falke îl convinge însă să se îmbrace elegant, pentru întâlnirea cu „șoriceii” (cum numea Gabriel, cândva, balerinele), de la pușcărie, de fapt de la balul prințului. Adela, la rându-i, după câteva minciuni, nu tocmai bine ticluite, reușește să plece la bal, mai ales că, Rosalinda trebuia să rămână singură, pentru a face față insistențelor lui Alfred, un prieten mai vechi. După plecarea zgomotoasă a lui Gabriel, cu toate încercările Rosalindei de a nu-l primi, Alfred pătrunde în salon și se instalează ca stăpân al casei. Când vine Frank, directorul închisorii, să-l ia pe Gabriel pentru ispășirea pedepsei, confuzia este creată: Alfred trece drept Gabriel și este de acord, pentru a salva reputația Rosalindei, să meargă la pușcărie. Rosalinda, la rându-i, găsește invitația la balul lui Orlofsky, lăsată de Dr. Falke. Hotărârea este luată: va merge la bal, cum i se sugerează în scrisoare, pentru a vedea unde-și petrece Gabriel prima noapte de arest.

### Actul II
La balul Prințului Orlofsky, în noaptea de revelion, încep să apară personajele din farsa organizată de Falke, care-l asigură pe prinț că se va distra copios. Adela, îmbrăcată cu rochia stăpânei, află de la sora ei Ida că nu aceasta a invitat-o la bal. Eisenstein, prezentat ca Marchiz de Renard, trebuie să facă față numeroaselor pahare oferite de prinț. O recunoaște pe Adela, dar Falke încearcă să-l convingă că aceasta este domnișoara Olga. Frank, directorul închisorii, este prezentat drept contele Chagrin. La petrecere apare și Rosalinda, mascată în prințesă maghiară. Eisenstein încearcă asupra ei efectul „ceasornicului”, cu care a cucerit atâtea femei. Rosalinda îi reține ceasul, din dorința de a avea argumente împotriva lui Gabriel, pe care l-a recunoscut. În zori, directorul închisorii, Frank dar și Gabriel, își reamintesc că trebuie să se prezinte, fiecare pentru alt motiv, la pușcărie.

### Actul III
Ultimul act se petrece la pușcărie, unde facem cunoștință cu un personaj plin de culoare, Frosch, gardianul-șef, care repetă în replicile sale „Veselă pușcărie, domnule!”. Alfred este amuzat de postura sa de arestat. La închisoare sosesc, pe rând, Frank, directorul, apoi Adela și Ida, care-i mărturisesc adevărul că Adela nu este artistă, dar e plină de talent. Apare și Eisenstein, despre care Frank află că nu este Marchizul de Renard. Surprizele continuă: Gabriel, la rându-i află cine a fost arestat în locul său și îl întâlnește pe avocatul Blind, chemat de Alfred. Dorește să se răzbune pentru infidelitatea Rosalindei, dându-se drept Blind. Însă mare îi este surpriza când contesa maghiară, pe care a curtat-o toată noaptea, la balul Prințului Orlofsky își dă masca jos: este soția sa. Dar totul e bine când se termină cu bine: cei doi soți se împacă, iar prințul Orlofsky îi promite Adelei că va ajunge artistă. „Vesela pușcărie”, în care se bea șampanie și toată lumea cântă !